# 劉昂 (後漢)
劉昂（？—？），沙陀人。劉僎的父親，劉琠的祖父，刘知远的曾祖父。
947年，刘知远登位後，他被尊為皇帝，廟號后漢德祖，諡號恭僖皇帝，皇陵稱沛陵。